# Katharine Wilkinson
Katharine Keeble Wilkinson (* 5. Januar 1983) ist eine Autorin, Rednerin und Lehrerin. Ihre Arbeit befasst sich mit der Klimakrise. Sie ist Vizepräsidentin der Forschungsorganisation Project Drawdown. Sie war „Senior Writer“ des von Paul Hawken herausgegebenen Werkes Drawdown: The Most Comprehensive Plan Ever Proposed to Reverse Global Warming (2017), das ein New-York-Times-Bestseller war.

## Leben und Wirken
Wilkinsons Leidenschaft für den Umweltschutz entstand, als sie zu Schulzeiten Teilnehmerin eines Freiluftlagers war. Inzwischen veranstaltet Wilkinson selbst ein Freiluftlager, die Feminist Climate Renaissance, bei dem Frauen aus verschiedenen Bereichen zusammenkommen. Sie promovierte 2010 an der University of Oxford über das Thema God-created Heaven and Earth... man-made climate change: American evangelical discourses on global climate change.
Ihr 2012 bei Oxford University Press erschienenes erstes Buch Between God & Green: How Evangelicals Are Cultivating a Middle Ground on Climate Change entstand aus ihrer Promotionsschrift und wirft einen Blick auf die sich wandelnde Haltung der Evangelikalen gegenüber der globalen Erwärmung. Sie ist überzeugt, dass Religion in der Umweltbewegung eine Rolle spielen müsse.
Im Jahr 2017 wurde das Buch Drawdown: The Most Comprehensive Plan Ever Proposed to Reverse Global Warming, an dem sie mitarbeitete und in dem es um die Überwindung der Schwierigkeiten und die Annahme der Herausforderungen der Klimakrise geht, zu einem Verkaufsschlager.
Das Time-Magazin führte sie 2019 im Artikel „Meet 15 Women Leading the Fight Against Climate Change“ als eine von 15 Frauen, die den Kampf gegen den Klimawandel anführen, auf.
Wilkinson lebt heute in Atlanta.

## Veröffentlichungen
- Between God & Green. How Evangelicals Are Cultivating a Middle Ground on Climate Change, Oxford University Press, 2012, ISBN 978-0-199895885